# Vertigo (romanzo McGee)
Vertigo (The Dazzling Heights) è il secondo romanzo della scrittrice statunitense Katharine McGee, secondo capitolo della trilogia The Thousand Floor.

## Trama
I ragazzi del 2118 vogliono lasciarsi alle spalle la tragedia della festa al millesimo piano, di cui tutti si sentono in qualche modo responsabili.
Avery Fuller continua la relazione segreta con il fratellastro Atlas. Suo padre però, evidentemente subodorando qualcosa, ha incaricato Atlas di seguire il progetto del Mirrors, la nuova torre avveniristica che sorgerà a Dubai. Avery capisce di non avere altra soluzione che lasciar andare Atlas, a costo di essere infelice.
Attanagliata dai sensi di colpa, Leda Cole vuole cambiare il suo atteggiamento verso gli altri. Questo la avvicina notevolmente a Watt Bakradi, di cui è l'unica a conoscere il segreto del processore Nadia impiantato nel cervello. Leda sopisce la tentazione di incastrare Watt con l'attrazione che prova verso Watt, ricambiata dal giovane hacker alla ricerca di sensazioni nuove dopo anni di facili espedienti.
La vita di Rylin Myers cambia radicalmente quando vince una borsa di studio che la porta alla prestigiosa scuola di Berkley. Rylin affronta il disagio di rivedere la sua vecchia fiamma Cord Anderton, finendo per essere conquistata dal giovane insegnante Xiayne, un regista che intuisce il suo talento e prova a farla entrare nel mondo del cinema.
Al gruppo di ragazzi si aggiunge Calliope, una giovane dalla misteriosa identità giunta a New York con la madre Elise. Calliope ed Elise hanno vissuto di espedienti in giro per il mondo, truffando uomini ricchi e crogiolandosi in quel lusso che hanno sempre bramato. Stavolta per Calliope darsi alla fuga non sarà semplice, riaffiorando una breve liason avuta con Atlas in Africa.
Sullo sfondo delle vite di questi giovani si agita un'ombra, pronta a vendicare la tragedia del millesimo piano e cagionando l'ennesimo dramma.

## Edizioni
- Katharine McGee, Vertigo, 1ª ed., Piemme, 2018,  p. 431, ISBN 978-88-566-4836-2.